# المسيحية والسياسة
ارتبطت المسيحية والسياسة تاريخيًا نتيجة تأثير العقيدة المسيحية التي تستند إلى حياة وتعاليم يسوع، على الحضارة الغربية بمختلف فروعها، سيّما عقيدة الوصايا العشرة. مما أدى لظهور أحزاب سياسية وحركات اجتماعية تنادي بمبادئ الإيمان المسيحي.

## تاريخ

### من عصر الاضطهاد إلى الديانة الرسمية
واجه المسيحيون اضطهادات شتى من قبل الإمبراطورية الرومانية وذلك من عام 58 حتى 312 بسبب رفضهم الاعتراف بعبادة الأباطرة. ومع ذلك، فإن الدين المسيحي، انتشر عن طريق الكنيسة والتجار والمبشرين في أنحاء العالم القديم، ونمت المسيحية بسرعة إن كان في الحجم والتأثير.
أنهى مرسوم الإمبراطور قسطنطين المسمى في التاريخ باسم مرسوم ميلانو عام 313 مرحلة الاضطهادات وشكل اعتناقه للمسيحية نقطة تحول هامة في التاريخ. وبعد المرسوم المذكور سنّ قوانين وسياسات بما يتفق مع المبادئ المسيحية؛ فجعل يوم الأحد عطلة رسميّة بالنسبة للمجتمع الروماني، وشرع في بناء الكنائس قبل أن يعلن المسيحية دينًا للإمبراطورية ويترأس مجمع نيقية عام 325.

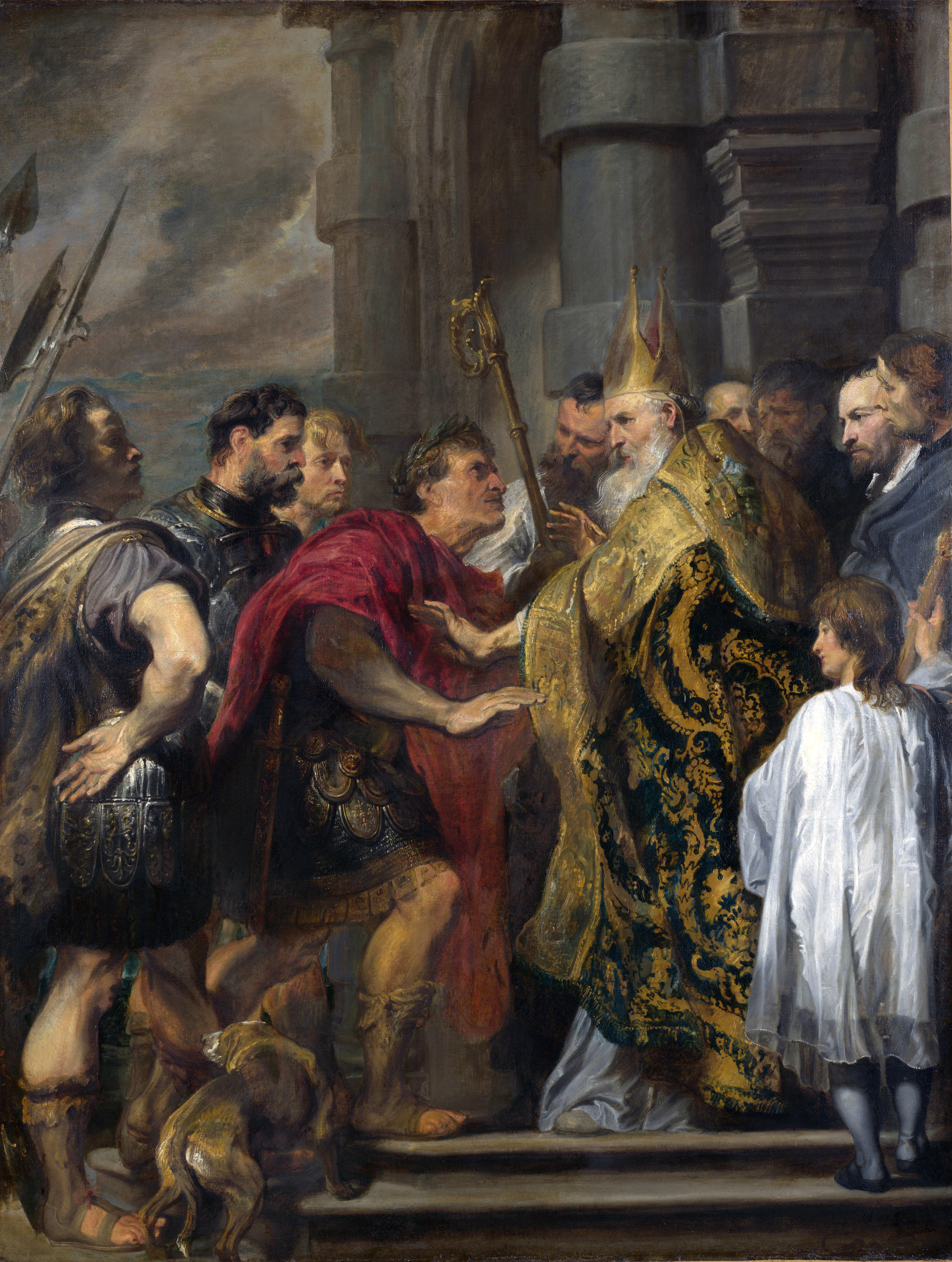
إمبروسيوس والإمبراطور ثيودوسيوس الأول، بريشة انطوني فان ديك.

ومع ازدياد السكان والثروة في الامبراطورية الرومانية الشرقية أدى إلى أنشأ قسطنطين مدينة القسطنطينية لتكون عاصمة للامبراطورية البيزنطية، وغدت مركز حضاري سيّما بالنسبة للمسيحية الشرقية ومقر بطريركية القسطنطينية المسكونية وبالتالي ظهرت منافسة سياسية بين بطريرك القسطنطينية والبابا في روما حول زعامة العالم المسيحي، وكان حصار روما من قبل القوط الغربيين والوندال في عام 410 وفي عام 455 قد صعّد من أجواء المنافسة. على الرغم من التواصل الثقافي والتبادل بين الشقيّن الشرقي والغربي للإمبراطورية الرومانية، فإن تاريخ المسيحية وكل من المسيحية الشرقية والغربية أخذت مسار ثقافي متباين، مع الانشقاق العظيم بين الكنيسة الكاثوليكية والكنيسة الأرثوذكسية الشرقية عام 1054.
وقد تجلى تحول المسيحية من طائفة هامشية، إلى قوة رئيسية داخل الإمبراطورية الرومانية من تأثير إمبروسيوس أسقف ميلانو. وهو أحد معلمي الكنيسة الجامعة وواحد من أكثر الشخصيات الكنسية تأثيرًا في القرن الرابع، أصبح إمبروسيوس لاعب في السياسة الإمبراطورية، ويتودد لنفوذه المتنافسون على العرش الامبراطوري. عندما أمر الإمبراطور ثيودوسيوس الأول بمذبحة عقابية ضد الآلاف من المواطنين في سالونيك، منعه إمبروسيوس من دخول الكنيسة وقبول سر القربان حتى يقدم توبة وكفارة عمليّة وعلنيّة ويصلح ما أمكن من آثار هذه المذابح. وهو ما كان بداية سيطرة الكنيسة على الحياة السياسية في أوروبا.
عام 543 قام الإمبراطور جستينيان الأول بجمع القوانين بما يتلائم مع تعاليم المسيحية والتي دعيت بقانون جستينيان تم ذلك بمساعدة من رجال دين مسيحيين وقد عُرف عن هذه المجموعة أنها من أكبر الإسهامات الرومانية في مجال الحضارة، هيمنت هذه القوانين على العالم الأرثوذكسي لعدة قرون، ولا تزال الكنائس المسيحية الشرقية تُطبق قانون جستنيان في مسائل الأحوال الشخصية.
بعد سقوط روما أصبحت البابوية مصدر استمراري للسلطة وسيطرت على المسائل العسكرية؛ قام البابا غريغوري الكبير بإصلاحات صارمة في إدارة الكنيسة، وبرز كمحامي روماني ومسؤول، وراهب، ومثل التحول من الكلاسيكية إلى آفاق القرون الوسطى، وكان أبًا لكثير من الهياكل التابعة للكنيسة الكاثوليكية في وقت لاحق. وفقًا للموسوعة الكاثوليكية، فإنه تطلع إلى الكنيسة والدولة كوحدة مشتركة، ولكنها عملت في مجالين متميزين، الكنسية والعلمانية والإكليريكية، وبحلول وقت وفاته، كانت البابوية قوة عظمى في إيطاليا:
ارتبطت أيضًا بعض الكنائس المسيحية الشرقية في السياسية، فمثلًا حصلت كل من السلالة السليمانية في إثيوبيا وأسرة بجرتيوني في جورجيا على الشرعية من كنيسة التوحيد الأرثوذكسية الإثيوبية والكنيسة الجورجية الرسولية الأرثوذكسية، باعتبارهم من سلالة الملك داود وسليمان، فأرتبطت الكنيسة والدولة ارتباطًا وثيقًا في كل من إثيوبيا وجورجيا.

### القرون الوسطى

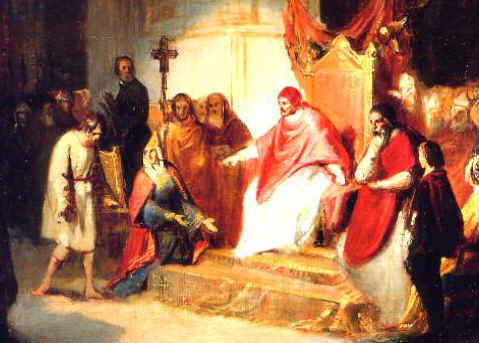
هنري الرابع والبابا غريغوري السابع في كانوسا 1077، بريشة ايمانويل كارلو.

بحلول القرن الحادي عشر من خلال جهود غريغوري السابع، نجحت الكنيسة بتأسيس واعلان نفسها بأنها «كيان مستقل من الناحية القانونية والسياسية داخل المسيحية الغربية». مما أتاح للكنيسة قوة سياسية وتأثير كبير على المجتمع الغربي؛ وكانت قوانين الكنيسة وتشريعاتها القانون النافذ ويمتد تأثيرها إلى السلطات القضائية وحياة والشعوب في جميع أنحاء أوروبا، مما أتاح لها سلطة بارزة. ومن خلال نظام المحاكم الخاص بها، احتفظت الكنيسة الولاية على جوانب كثيرة من الحياة العادية، بما في ذلك الميراث، والتعليم، والوعود شفوية، وخطاب القسم، والجرائم الأخلاقية، والزواج. وباعتبارها واحدة من أقوى المؤسسات في العصور الوسطى، فقد انعكست المواقف الكنيسة على القوانين العلمانية الحديثة.
كانت الكنيسة الكاثوليكية في القرون الوسطى أقوى مؤسسة في أوروبا وأكثر عالميّة وديموقراطيّة، خصوصًا في المنظمات الرهبانية التي تتبع قوانين القديس بندكت. وغدت الأديرة الملجأ الثقافي والعلمي في أوروبا، وإليها لجأت مختلف النُخب لتبرز في الآداب والعلوم وغيرها من الثياب الرهبانيّة أو الأسقفيّة، ولعلّ نشاط دير كلوني أحد أبرز علائم تلك المرحلة.

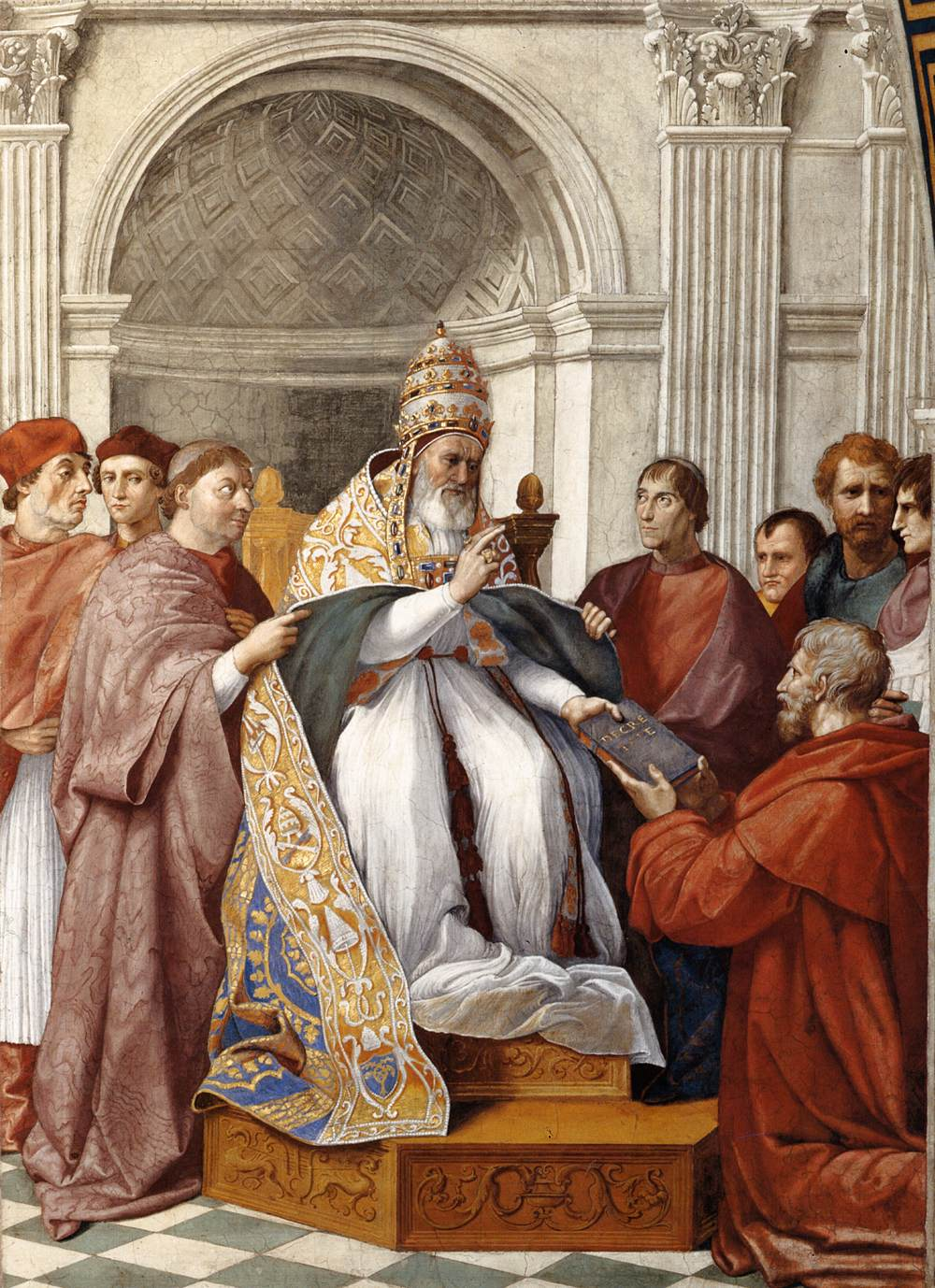
البابا غريغوري الكبير والذي جعل من البابوية مؤسسة سياسة بارزة.

في كثير من الأحيان خلال العصور الوسطى تم استبعاد النساء من الحياة السياسية والتجارية، ومع ذلك كانت الحياة الرهبانية استثناء لذلك الاستبعاد. فرؤساء الأديرة والمنازل الرهبانية من الإناث كان لهنّ تأثير يكاد يساوي تأثير رؤساء الأديرة من الذكور. «لقد عوملن مثل الملوك والأساقفة، وأعظم البارونات وعلى قدم من المساواة الكاملة، وكنّ حاضرات في جميع الاحتفالات الدينية والوطنية المهمة، وعرفنّ في إخلاصهن للكنيسة، وعوملن مثل الملكات، وشاركن في المجالس والمداولات الوطنية».
ومع ازدياد شعبية الإخلاص لمريم العذراء، أم يسوع، كان له الفضل في جعل قيمة الأمومة قيمة مركزية في المجتمعات الأوروبية. وقد كتب كتب كينيث كلارك أن تكريم العذراء في أوائل القرن الثاني عشر: «قد علمت البرابرة ذوي الطباع الصارمة والقاسية فضائل الحنان والرحمة».
أصبح شارلمان إمبراطور الإمبراطورية الرومانية المقدسة، غزا البلدان المنخفضة، وشمال ووسط إيطاليا وفي عام 800 توّج البابا ليون الثالث شارلمان إمبراطورًا للإمبراطورية الرومانية المقدسة.
خلال القرون الوسطى كانت القوى المؤثرة على الصعيد السياسي في المجتمع الغربي هي: النبلاء ورجال الدين والملوك، وقد نتج عن ذلك صراع في بعض الأحيان بينهم. وكانت سلطة الباباوت قوية بما يكفي لتحدي سلطة الملوك. ولعلّ نزاع التنصيب أهم صراع بين الكنيسة والدولة في أوروبا خلال القرون الوسطى. إذ تحدت مجموعة من الباباوات سلطة الملكيات في السيطرة على التعيينات لمسؤولين عن الكنائس مثل الأساقفة ورؤساء الأديرة. سيّما بلاط الامبراطور فريدريك الثاني، ومقره في جزيرة صقلية، إذ واجه توتر وخصومة ومنافسة مع البابوية من أجل السيطرة على شمال إيطاليا. وكانت أحد أسباب فترة بابوية أفينيون خلال الأعوام 1305 حتى 1378 الصراع بين البابوية والتاج الفرنسي.
في عام 1054 وبعد قرون من العلاقات المتوترة، وقع الانشقاق العظيم وقسم العالم المسيحي بين الكنيسة الكاثوليكية وتركزت في روما وسادت في الغرب، والكنيسة الأرثوذكسية الشرقية، والتي تركزت في القسطنطينية، عاصمة الامبراطورية البيزنطية. وكان نظام الحكم في القسطنطينية مركز الأرثوذكسية الشرقية، نظام ثنائي في قيادة الكنيسة بين الاباطرة البيزنطيين وبين البطاركة، فوظيفة الإمبراطور البيزنطي حماية الكنيسة الشرقية وإدارة إدارتها بواسطة ترأس المجامع المسكونية وتعيين البطاركة وتحديد الحدود الإقليمية لولايتها. ولا يستطيع بطريرك القسطنطينية أن تولي منصبه إذا لم يحصل على موافقة الإمبراطور. وقد عارض بشدة عدد من آباء الكنيسة الشرقيين مثل يوحنا ذهبي الفم بطريرك القسطنطينية وأثناسيوس بطريرك الإسكندرية، سيطرة الأباطرة البيزنطيين على الكنيسة الشرقية.
في عام 1095 دعا البابا أوربان الثاني إلى الحروب الصليبية من أجل استرداد الأرضي المقدسة من الحكم الإسلامي، بعدما منع السلاجقة المسيحيين من زيارة الأماكن المقدسة حسب العقائد المسيحية في فلسطين وهدم كنيسة القيامة. وعلى الرغم من النجاح الأولي من الحملة الصليبية الأولى، فقد انتهت الحملات في نهاية المطاف بالفشل بعد نحو قرنين من التواجد في المشرق.
أُنتج في هذه الفترة فن فيه مزيدًا من الإسراف وفنون العمارة، وظهر أيضًا من نادى بالبساطة الحميدة من مثل فرنسيس الأسيزي، والملحمة الشعرية الكوميديا الإلهية لدانتي. ومع ازدياد نمو قوة وثراء الكنيسة، سعى الكثير من أجل إصلاح الكنيسة. مثل الدومينيكان والفرنسيسكان والتي شددت على الفقر والروحانية.

### من عصر النهضة إلى اليوم

اقتحام سجن الباستيل، كان للثورة الفرنسية دور في القضاء على النفوذ الديني.

شهدت مرحلة عصر النهضة الإصلاح البروتستاني في ألمانيا على يد مارتن لوثر، إذ انتقد مارتن لوثر الفساد في الكنيسة الكاثوليكية وفي مقدمة ما انتقد قضية صكوك الغفران، وشراء بعض المناصب العليا في الكنيسة والمحسوبية إضافة إلى ظهور ما يشبه «عوائل مالكة» تحتفظ بالكرسي الرسولي مثل آل بورجيا. ظهرت فيما بعد عدد من المذاهب البروتستانتية والتي ارتبطت مع الدولة التي نشأت بها، مثل المذهب اللوثري في النرويج والدنمارك والكنيسة الأنجليكانية في إنكلترا حيث يكون الملك رأس الكنيسة، فهي تجعل من الملك رئيسًا لهذه الكنيسة بدلاً من البابا، وغالبًا ما تكون سلطة الملك فخرية في حين يتولى رئيس أساقفة معين من قبل الملك شؤون الإدارة الفعلية. ونجح جان كالفن مؤسس الكالفينية بتشكيل حكومة ثيوقراطية في جنيف عرفت بنظامها المتشدد، إذ اعتبر كالفن الكتاب المقدس بأنه المرجعية الأولى ذات الشرعية والسلطة والتي يجب أن تخضع لها السلطات الأرضية. كما أسس الراهب الدومينيكاني جيرولامو سافونارولا حكومة ثيقراطية في فلورنسا مميزًا أيّاها بأنها «جمهورية مسيحية ودينية» بعد صراع مع آل ميديشي وانتقال السلطة اليه.
عام 1453 استطاعت الدولة العثمانية فتح القسطنطينية وسقطت الإمبراطورية البيزنطية، وتحول ثقل الكنيسة الأرثوذكسية الشرقية إلى روسيا؛ وروسيا كانت الكنيسة الأرثوذكسية مؤسسة قوية، فقد أعاد الأباطرة الروس من أسرة رومانوف الثنائية التقليدية في قيادة الكنيسة بينهم وبين البطاركة، وأصبحت روسيا قائدة العالم الأرثوذكسي.
وظهر في هذه الفترة مبدأ «الحق الإلهي» من قبل الملوك لتبرير الحكم المطلق، يجة لاعتماد العهد القديم من الكتاب المقدّس كمرجعية للحكم، وبالذات نموذج «الملكية الداودية»، ووراثة سليمان العرش عن والده داود، كما تقوى هذا المفهوم بمبدأ «الملك أبداً لا يموت»، فما أن يموت الملك الحالي تنتقل الملكية رأسًا إلى الأول في ترتيب وراثة العرش من بعده، وحماية هذا المبدأ تطلّبت منع الملوك من محاولة تعديل نظام الترتيب هذا. ومن هؤلاء لويس الرابع عشر الذي زعم أن سلطته الممنوحة له من الله لا حقّ لأحد من رعاياه حدها. كما حاول جيمس الأول وتشارلز الأول ملك إنجلترا، ملوك إنجلترا، استيراد هذا المبدأ وعليه نمت المخاوف بأن تشارلز الأول بصدد تأسيس حكم استبدادي، وتمخضت تلك المخاوف باندلاع الحرب الأهلية الإنجليزية. كما وصل رجال دين مناصب هامة وخطيرة في الدول الأوروبية مثل الكاردينال ريشيليو الذي كان وزير الملك الفرنسي لويس الثالث عشر والكاردينال جول مازاران وكان رئيس الوزراء في عهد لويس الرابع عشر.

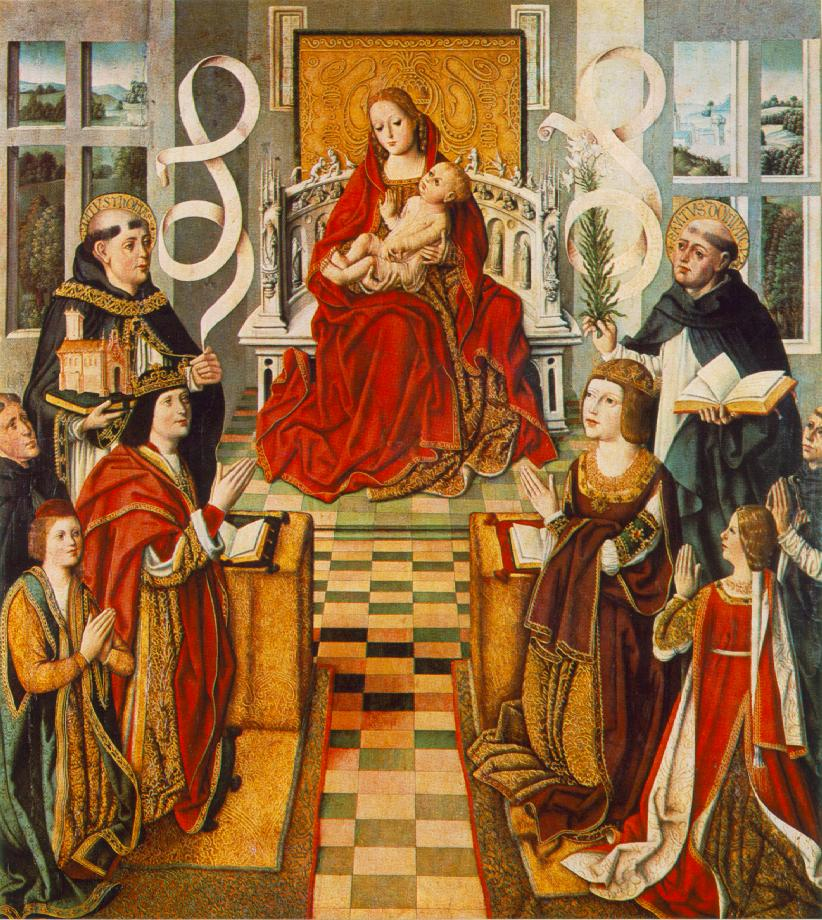
الملكان الكاثوليكيان، فرناندو الثاني والملكة إيزابيلا الأولى.

خلال القرن الثامن عشر نضجت الأفكار القومية والإلحادية في أوروبا، وتزامنت مع تجربتين لهما عميق التأثير في المسيحية: التجربة الأولى ممثلة بقيام الولايات المتحدة الإمريكية سنة 1789: كانت الولايات المتحدة مزيجًا من طوائف بروتستانتية عديدة لا تنظمها سلطة مركزية، لذلك فقد كان اعتماد إحدى هذه الطوائف دينًا للدولة أو لإحدى الولايات سيؤدي إلى مشاكل عديدة تؤثر على حالة الاتحاد الفدرالي لذلك كان لا بدّ من فصل الدين عن الدولة، وبالتالي كان الدين السبب الرئيس في خلق أول جمهورية علمانية، لقد وجد المسيحيون الأمريكيون، النظام الجديد بما يتيحه من حرية إنجاز الله تمامًا كما حصل مع موسى وداوود وفق الكتاب المقدس، فرغم علمانيتهم ظل الإمريكيون مخلصين لمسيحيتهم؛ كذلك فحسب الموسوعة البريطانية فقد تأثر الآباء المؤسسون للولايات المتحدة عند كتابة دستور الولايات المتحدة من تعاليم الكتاب المقدس والقيم المسيحية؛ التجربة الثانية كانت الثورة الفرنسية سنة 1789 والتي قامت تحت شعار حقوق الإنسان وفصل الدين عن الدولة، لكن التجربة الفرنسية وعلى عكس التجربة الإمريكية كانت هجومية ومضادة للكنيسة فقد تم مصادرة أملاك الأوقاف بما فيها الكنائس والأديرة وإخضاعها لسلطة الدولة الفرنسية، كما واحتلّ نابليون الأول إيطاليا، وثبتت الاتفاقية الموقعة بينه وبين الكرسي الرسولي سنة 1801 وبكذلك فقد أصبح تعيين الأساقفة والكهنة وإدارة شؤونهم بيد السلطات الفرنسية وليس بيد الفاتيكان.

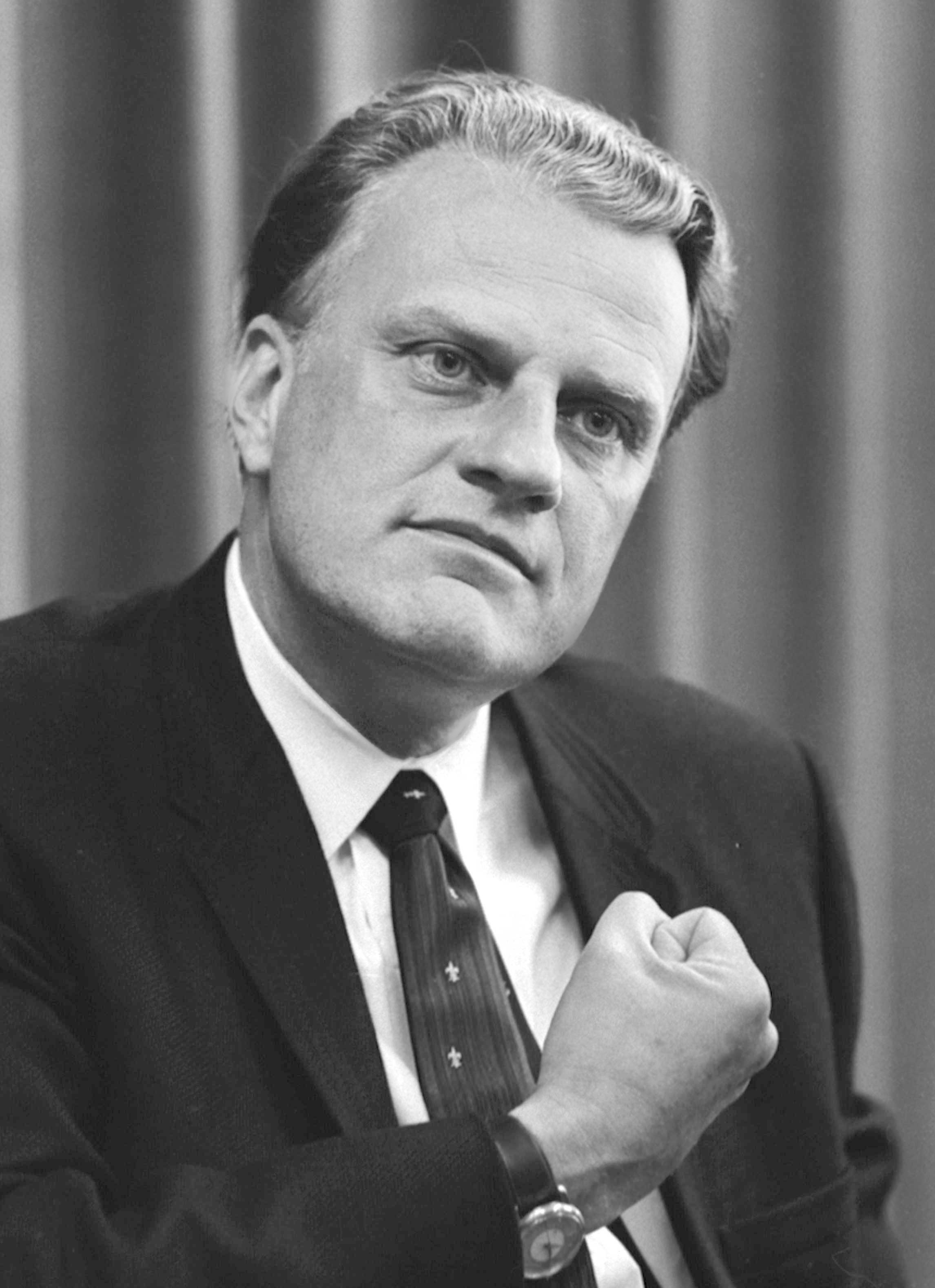
بيلي غراهام، دعي بواعظ البنتاغون وهو من رموز المحافظون الجدد.

وخلال فترة عصر القوميات تنامت فكرة القومية الإيطالية منذ عام 1814، ومع تفاقم عقيدة القومية الإيطالية أدت في النهاية إلى سيطرة المملكة الإيطالية على الدولة البابوية عام 1870 مع تخلي فرنسا عن مواقعها في روما مما سمح للمملكة الإيطالية بملء الفراغ وانتزاع الدولة البابوية من السيادة الفرنسية. رغم ذلك فإن الفاتيكان والمباني المحيطة به ظلت ذات حكم خاص في ظل هذا الوضع الذي دعي به البابوات بشكل مجازي «سجناء روما»؛ واستمرت العلاقة بشكل غير منظم قانونيًا حتى عام 1929 حين أبرمت اتفاقيات لاتران الثلاثة، التي أوجدت الفاتيكان بالشكل المتعارف عليه اليوم، ونظمت التعاون السياسي، الاقتصادي والأمني بين إيطاليا والفاتيكان.
كانت الكنيسة الروسية الأرثوذكسية مؤسسة قوية في الامبراطورية الروسية، وأرتبطت بالأسرة الحاكمة، وشكّل النفوذ المتزايد للقس غريغوري راسبوتين أحد الأسباب التي سببت قيام الثورة الروسية عام 1917. أدى قيام الشيوعية سنة 1917 إلى تأثير سلبي على الكنيسة الأرثوذكسية الشرقية. وقادت الكنيسة الكاثوليكية، خلال حبرية يوحنا بولس الثاني معارضة عالمية ضد الشيوعية انتهت بانهيار الاتحاد السوفيتي.
لعبت المسيحيّة دورًا هامًا في إحياء الأفكار الوطنية ودفع التطور في دول الشرق الأقصى، مثلًا لعبت الكنيسة المشيخية في تايوان دورًا سياسيًا هامًا من خلال دعهما للحركة الديمقراطية في تايوان وإنتمت العديد من العائلات السياسيّة العريقة في تايوان للكنيسة المشيخية. ولعبت المدارس المسيحية في كوريا الجنوبية دورًا بارز في تقوية الوعي الوطني بين الشعب الكوري.

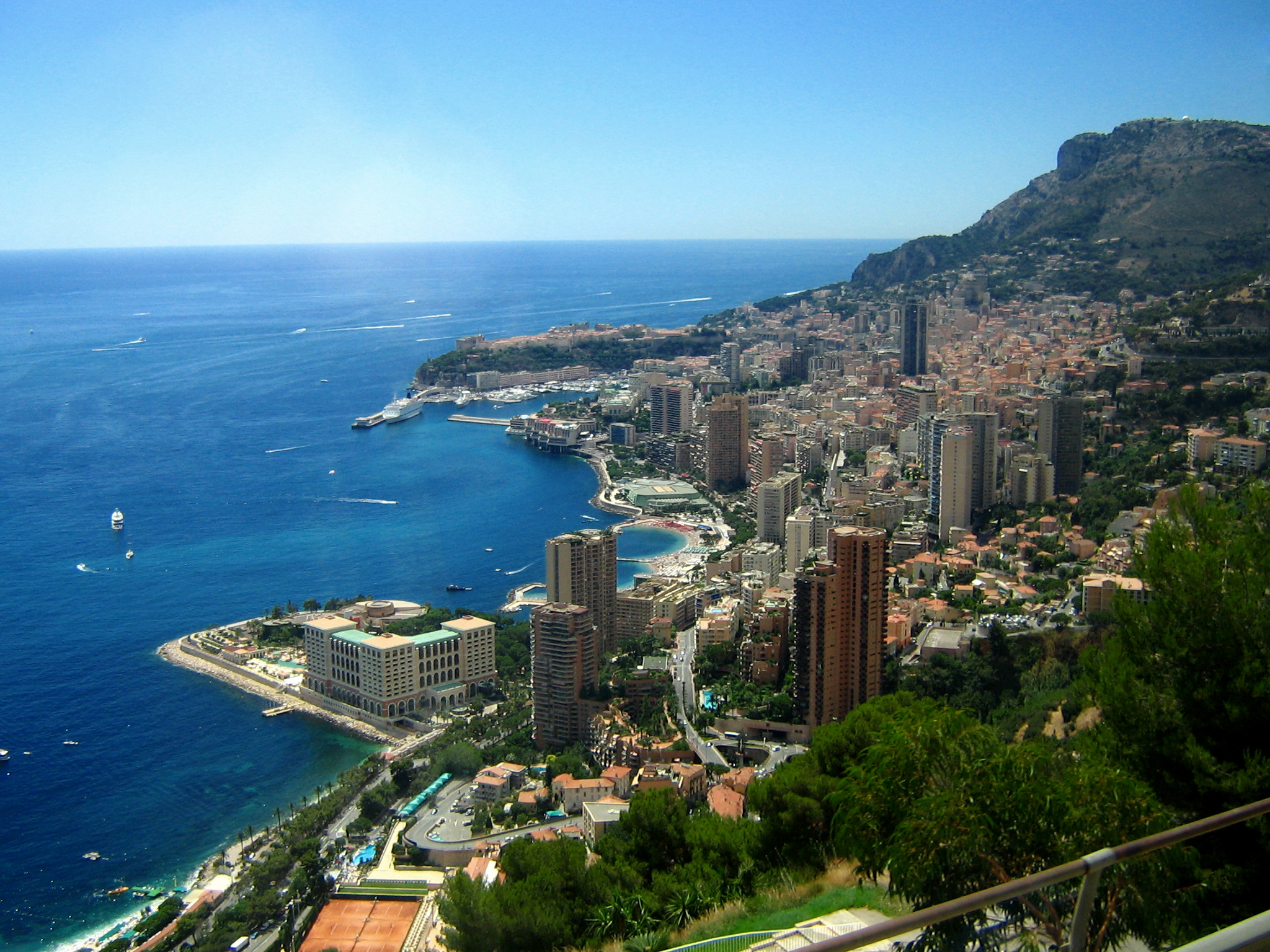
إمارة موناكو، وهي من الدول التي لا تزال تتخذ المسيحية دين رسمي.

لا تزال المسيحية تلعب دور سياسي مؤثر في المجتمعات الغربية ففي الولايات المتحدة مثلًا استطاع اليمين الانجيلي منذ سبعينات القرن الماضي السيطرة على الحزب الجمهوري وكان مسؤولاً عن تحديد رئيس الجمهورية منذ جيمي كارتر عام 1976، حتى جورج بوش الابن سنة 2000. وفي أمريكا اللاتينية من خلال لاهوت التحرير، ناضلت الكنيسة الكاثوليكية من أجل العدالة الاجتماعية والقضاء على الفقر والديكتاتورية والدفاع عن المظلومين. أما في أوروبا فالاحزاب الديموقراطية المسيحية وهي أحزاب ذات خلفية كاثوليكية، تلعب دور فعال في السياسة الأوروبية وقد نشأت أولًا في بلجيكا وسرعان ما انتشرت في كافة أرجاء أوروبا، ولعل أبرز الأحزاب المسيحية هو الاتحاد الديمقراطي المسيحي في ألمانيا الذي يشترك في الائتلاف الحاكم مع الحزب الديمقراطي الحر منذ عام 2009. ومن جماعات الضغط السياسي المسيحية في الاتحاد الأوروبي أوبوس داي وسانت إيجيديو. كذلك فقد كان للكنيسة الكاثوليكية نفوذ سياسي واجتماعي وثقافي قوي في كيبك في كندا حتى عام 1960 مع بداية الثورة الهادئة. أما في قبرص فقد ترأس المطران مكاريوس الثالث رئيس وكبير أساقفة الكنيسة القبرصية الأرثوذكسية كأول رئيس لقبرص المستقلة من عام 1955 وحتى وفاته عام 1977. وفي اليابان ترأس سبعة مسيحيين منصب رئيس وزراء اليابان مما يعكس تأثيرهم على المجتمع.
اليوم فإن غالِبيّة الدول التي يشكل فيها المسيحيون أغلبية، تَتَّبَنّى النظام العلماني حيث يتم دعم الفكرة من تعاليم الكتاب المقدس: «أعْطُوُا إِذَاً مَا لِقَيْصَرْ لِقَيْصَرْ وَمَا لِلَّهِ لِلَّهِ»، ومع ذلك فالديانة المسيحية هي دين الدولة في عدة بلدان حيث أنّ المسيحية هو المعتقد الديني الرسمي الذي تتخذه هذه الدول عادةً في دساتيرها بشكل رسميّ وهذه الدول: الأرجنتين وموناكو حيث المذهب السائد هو الكاثوليكية، وأرمينيا حيث المذهب السائد هو الأرثوذكسية المشرقية الأرمنية واليونان حيث المذهب السائد هو الكنيسة اليونانية الأرثوذكسية، وعدد آخر من الدول. هناك العديد من بلدان أخرى، مثل قبرص والدول الإسلامية، التي وإن كانت لا تملك كنيسة رسمية، لا تزال تعطي اعترافاً رسمياً إلى مذاهب مسيحية مُحَددّة.